# Sophie
Sophie (anglès: Sophie Xeon)  (Glasgow, 17 de setembre de 1986 - Atenes, 30 de gener de 2021) va ser una productora musical, cantant de pop electrònic i punxadiscos escocesa. El seu treball artístic és conegut per la reinterpretació que va fer de la música pop i es distingeix pel disseny de so experimental, textures sintètiques «ensucrades» i la incorporació d'estils de ball underground. Va ser precursora del gènere hyperpop dels anys 2010.

## Biografia

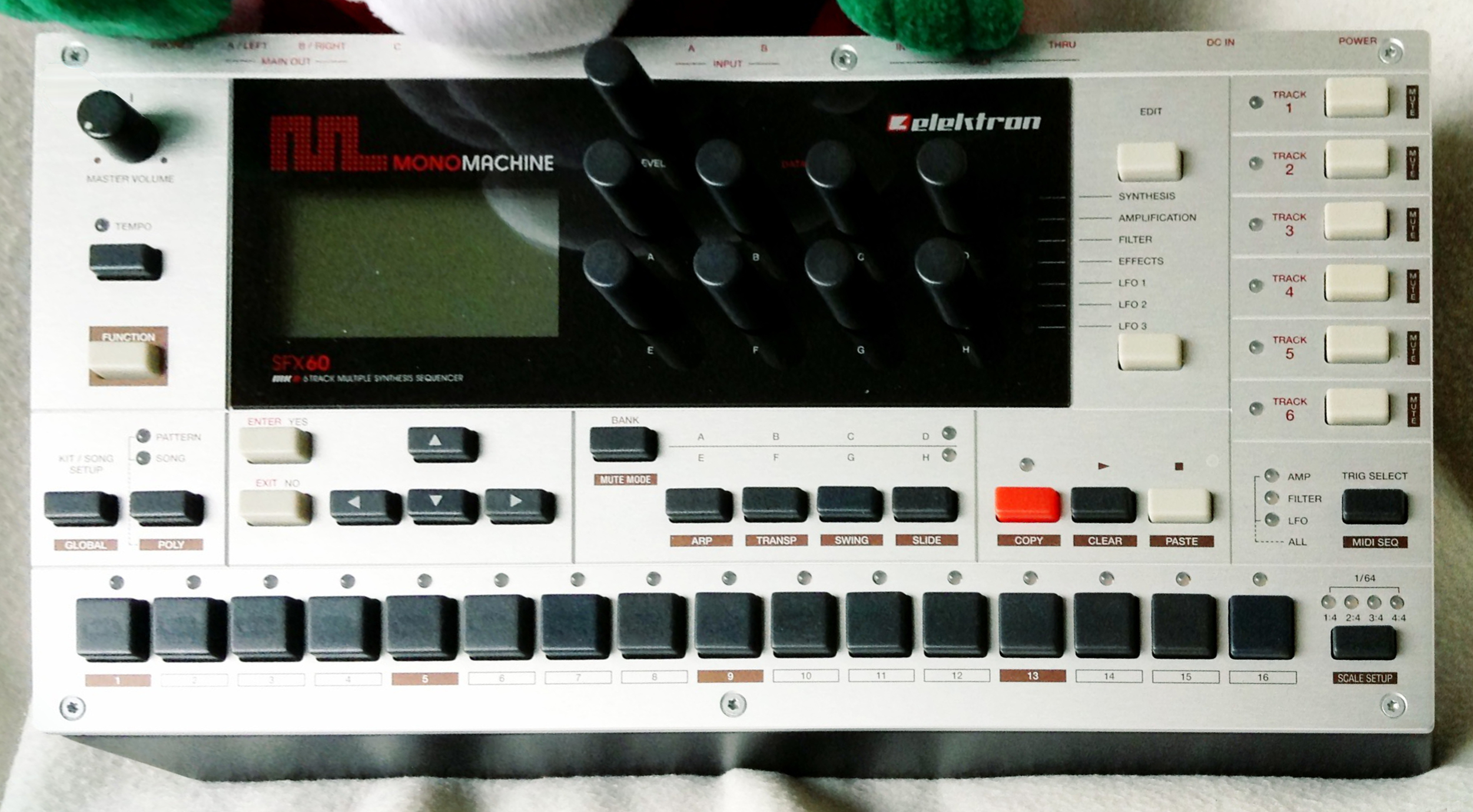
Sophie va utilitzar el sintetitzador-seqüenciador Elektron Monomachine per a crear textures sonores a partir de formes d'ona elementals

Sophie va assolir el reconeixement amb una sèrie de senzills innovadors encapçalats per «Bipp» (2013) que es van recopilar a la col·lecció Product (2015). Va ocultar la seva identitat al principi de la seva carrera en solitari apareixent enfosquida a les fotos de premsa, fins que va sortir públicament com a dona transgènere el 2017. L'any següent, Sophie va publicar l'àlbum d'estudi Oil of Every Pearl's Un-Insides, que va merèixer una nominació al premi Grammy al millor àlbum de música dance/electrònica. Va treballar amb artistes del segell PC Music, com AG Cook i GFOTY, i també va produir per a Charli XCX, Vince Staples, Kim Petras, Madonna, Hyd, Gaika i Namie Amuro.
Sophie va morir el gener de 2021 a causa d'una caiguda accidental als 34 anys, després de caure des del terrat d'un edifici a Atenes mentre intentava fotografiar la lluna plena. Va morir cap a les 4 del matí. La parella de Sophie, la també música Evita Manji, va afirmar que «la policia i els bombers van trigar 90 minuts a rescatar-la» abans de traslladar-la a l'hospital.
Artistes com Rihanna, Sam Smith, Vince Staples, Charli XCX, AG Cook i Rahim Redcar van expressar el seu condol. AllMusic la va elogiar com una «pionera agosarada de la música electrònica» que «va saber mesclar el corrent principal i l'avantguarda com pocs artistes», mentre que Rolling Stone va considerar que va «revolucionar el so de la música dance underground i la música pop». El 2024 es va publicar pòstumament un segon àlbum d'estudi homònim, «gairebé acabat» en el moment de la seva mort i completat pel seu germà Benny Long.

## Llegat
El 4 de juny de 2021, el germà de Sophie, Benny Long, va anunciar plans per a publicar alguns dels seus treballs inèdits. El 16 de juny de 2021, la Unió Astronòmica Internacional va anunciar que el planeta menor 1980 RE1 va rebre el nom de Sophiexeon.
El març de 2022, Charli XCX li va dedicar el seu àlbum Crash. La cançó «I believe» de Caroline Polachek, que tracta idees al voltant de la immortalitat i el llegat, està inspirada i dedicada a Sophie. «Sweetest fruit», de l'àlbum de St. Vincent All Born Screaming de 2024, s'obre amb una oda a Sophie. Brat (2024) de Charli XCX també inclou «So I», que és «una exploració complicada del seu dolor per Sophie». La cançó d'AG Cook «Without» tracta sobre la pèrdua d'algú que estimes i incorpora «Bipp» de Sophie dins de l'outro.
A la 65a edició dels premis Grammy, l'antiga col·laboradora de Sophie, Kim Petras, es va convertir en la primera artista transgènere a guanyar el premi a la millor actuació en duo/grup pop, i durant el seu discurs d'agraïment va referir-se a Sophie per haver-li obert camí. El 17 de setembre de 2024, un Google Doodle va commemorar el que hauria estat el 38è aniversari de Sophie. Un vídeo que l'acompanyava penjat a YouTube Shorts, amb el títol de «Celebrating Sophie Xeon», va utilitzar la seva cançó «Immaterial» del seu primer àlbum d'estudi Oil of Every Pearl's Un-Insides.

## Discografia
- Product (2015)
- Oil of Every Pearl's Un-Insides (2018)
- Oil of Every Pearl's Un-Insides Non-Stop Remix Album (2019)
- Sophie (2024)